# Nothotsuga
Nothotsuga (falso tsuga) es un género de coníferas perteneciente a la familia Pinaceae, está estrechamente relacionado con los géneros Keteleeria y Tsuga. Se distingue de Tsuga por sus piñas más grandes y erectas con brácteas externas y (como Keteleeria) conos femeninos en umbelas, y de Keteleeria por sus hojas más cortas y conos más pequeños. Nothotsuga tiene únicamente una especie, Nothotsuga longibracteata, que se encuentra en el sudeste de China, en el sur de Fujian, norte de Guangdong, nordeste de Guangxi, nordeste de Guizhou y sudeste de Hunan.
Es un árbol perenne que alcanza los 30 m de altura. Las hojas son parecidas a agujas de 1.2-4 cm de longitud y 1-2 mm de ancho, muy similar a Tsuga. Los conos son muy similares a los de Keteleeria pero más pequeños 2.5-5 cm de longitud, erectos y maduran a los 6-8 meses después de la polinización.
Es un árbol muy raro, en peligro de extinción en la vida silvestre debido a la desforestación, aunque ahora se encuentra protegida. Se descubrió en 1932, y fue tratada al principio como Tsuga longibracteata, siendo clasificada en su propio género en 1989.